# Gusle
Gusle, är ett sydslaviskt stråkinstrument med en sträng (sällan två) som nyttjades vid recitation av folkliga hjältekväden (junačke pjesme) i Serbien, Bulgarien, Montenegro, Kroatien (Zagora, Lika), Albanien, Kosovo (lahuta) (Dinariska alperna).  De sångare, som sjunger till denna primitiva "fiol", kallas guslarer, eller lahutör, från Albanskans "Lahutar". 
Lahutör (albanska), Guslar (slaviska) kallas en musiker som spelar Lahuta eller Gusle. Instrumentet spelas vertikalt genom att resonanslådan placeras på knät och vänsterhanden rör svagt vid strängen medan högerhanden spelar på strängen med stråken.  
År 2018 listades "Sång ackompanjerad av Gusle" till Unescos Immateriella kulturarvslistan från Serbien. Som en motreaktion sände albanska tv-program med gäster som diskuterade lutans härkomst och menade att den i själva verket var albansk. Aktivister menar att bristen på nedskriven albansk litteratur har försvårat albanernas anspråk. Det finns däremot gott om montenegrinsk och serbisk litteratur från medeltiden som bekräftar ursprunget.

## Historia
Det finns flera teorier var och hur Lahutan eller Guslen kommer ifrån. Den Grek-Byzantiske historien Theophylact Simocatta (ca. 630) skrev om "små lutor" som Slaverna förde med sig till Balkan. Andra historier, som F. Sachs, tror att lutan har ett Asiatiskt ursprung, och man tror att den första lutan var Morin khuur. Det finns även en teori om att lutan kom till Europa via Islamiska influenser på 1100-talet. Arabiska resenärer skrev om att slavferna använde en form av luta på 1000-talet. Teodosije Den Hilandariske (1246-1328) skrev att Stefan Nemanjic underhöll den Serbiska nobiliteten med trummor och "gusle". Trovärdiga källor finns endast från 1500-talet och framåt. Resenärer på 1600-talet beskrev att instrumentet användes i Bosnien och Serbien. Från 1800-talet och framåt användes instrumentet även av dinariska albaner i dagens Malësia och Kosovo, främst Rugova. Efter andra världskriget fortsatte Albaner i Jugoslavien att lyssna på lahutörer som främst reciterade Höglandslutans innehåll. Idag används den främst bland patrioter och musiker i bergen i främst Serbien, Kroatien, Bosnien, Montenegro, Malësia och Kosovo.

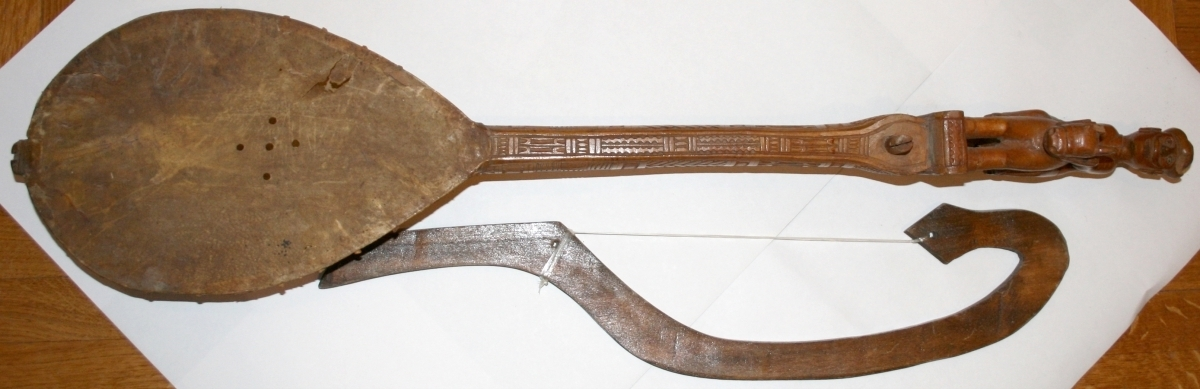
En kroatisk gusle, Zelovo, Sinj
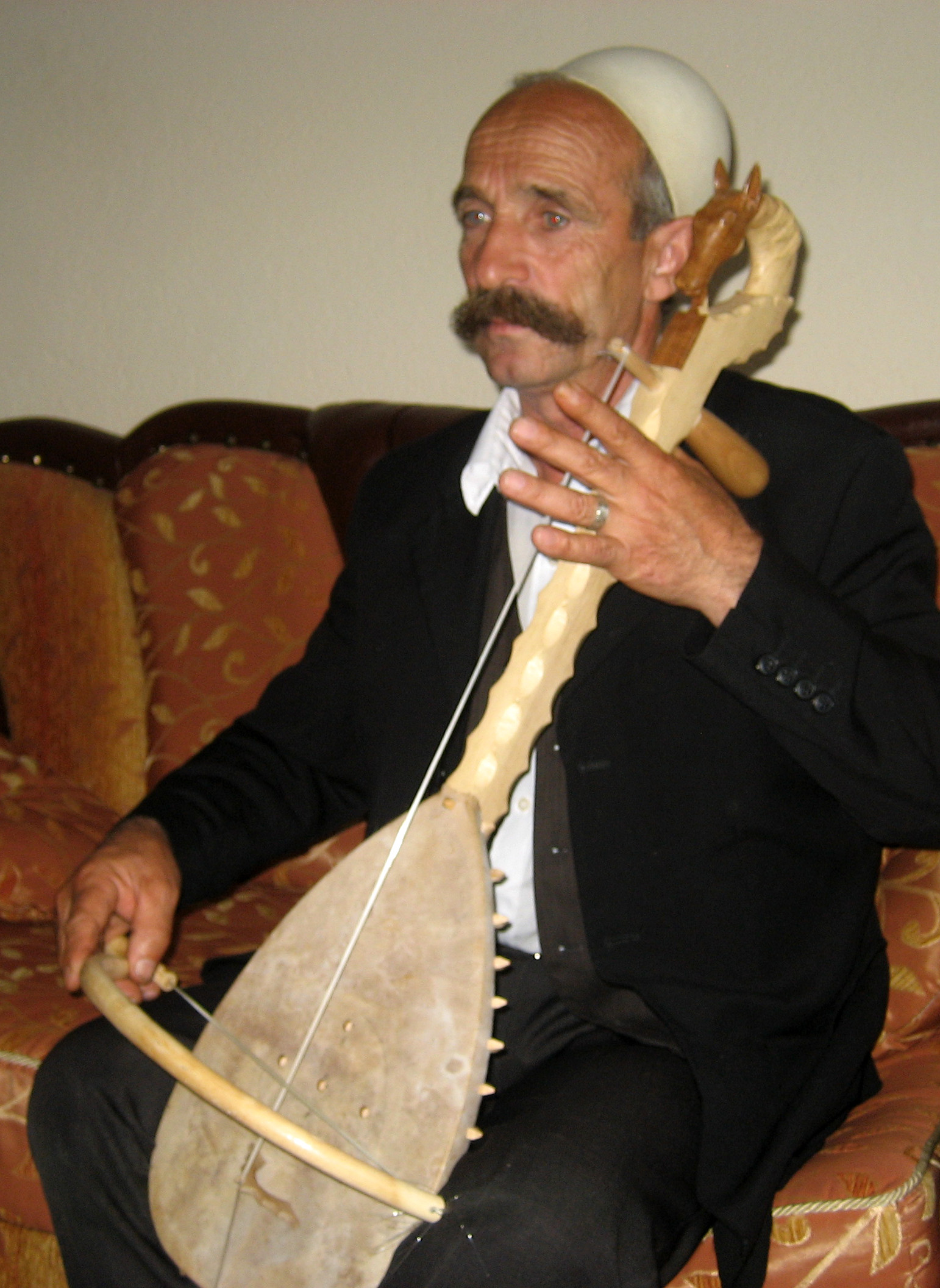
En albanisk lahuta, Rugova